# فراواقع‌گرایی
فراواقع‌گرایی یا سوررئالیسم (به انگلیسی: Surrealism) یکی از جنبش‌های هنری قرن بیستم است. سوررئالیسم به معنی گرایش به ماورای واقعیت یا واقعیت برتر است. زمانی که دادائیسم در حال از بین رفتن بود، پیروان آن به دور آندره برتون که خود نیز زمانی از دادائیست‌ها بود، گرد آمدند و طرح مکتب جدیدی را پی ریزی کردند. این شیوه در سال ۱۹۲۲ به‌طور رسمی از فرانسه آغاز شد و فراواقع‌گرایی نامیده شد. این مکتب بازتاب نابسامانی‌ها و آشفتگی‌های قرن بیستم است.
سوررئالیسم را می‌توان یک جنبش هنری-اجتماعیِ بنیادستیز به‌شمار آورد. میل به ایجادِ دگرگونی در زندگی روزمره از طریق آشکارسازی امرِ شگفت‌انگیز و تصادفی عینیِ نهفته در نظم ظاهریِ واقعیت دانست.
از بزرگان مکتب فراواقع‌گرایی، هیرونیموس بوش در قرن 16 میلادی می باشد. مانند شاهکار وی سه لتی باغ لذت‌های دنیوی. این جنبش در عمل با انتشار مجلهٔ انقلاب فراواقع‌گرا توسط برتون آغاز شد. سالوادور دالی، رنه ماگریت و لویی آراگون از جمله سوررئالیست‌های مشهور هستند.
نقاشان بزرگی که به این جنبش پیوستند (همچون ارنست، دالی، ری، آرپ، میرو، دوشان، تانگی و…) به نقش‌پردازی دقیق صحنه‌های خیالی و بدون منطق، و جان‌بخشی اشیای روزمره و تبدیل آنها به موجودات عجیب پرداختند. تلاش آنها بر این بود که با خودکاری روانی میدانی را برای بروز ناخودآگاهشان در نقاشی فراهم کنند.

## تاریخچه
فراواقع‌گرایی (سوررئالیسم) محصول تغییرات بعد از جنگ جهانی اول و فراموشی دادائیسم بود که از سال ۱۹۲۱ آغاز شد. ظهور سوررئالیسم زمانی بود که نظریه‌های فروید روانکاو اتریشی دربارهٔ ناخودآگاه و رؤیا و واپس‌زدگی (سرکوب)، فرهیختگان اروپا را به خود مشغول کرده بود.
برپایه بیانیه بنیان‌گذاری این مکتب که آندره برتون نوشت، یکی از اهداف آن آشتی میان واقعیت و رؤیا برای رسیدن به یک واقعیت مطلق یا فراواقعیت بود. برتون در جنگ نخست جهانی به‌عنوان روان‌شناس در یک بیمارستان جنگی خدمت کرده بود و با دیدگاه‌های روانکاوانه فروید دربارهٔ تحلیل رؤیا و لایه‌های پنهان ناخودآگاه آشنایی داشت. آندره برتون و لویی آراگون که هر دو پزشک بیماری‌های روانی بودند از تحقیق‌های فروید الهام گرفتند و پایه مکتب جدید خود را بر فعالیت ضمیر ناخودآگاه بنا نهادند.
نخستین کتاب سوررئالیستی با عنوان میدان‌های مغناطیسی در سال ۱۹۲۱ به قلم آندره برتون و یکی از همکارانش منتشر شد.

## در ایران
نخستین کسی که نقاشی سورئالیسم را وارد ایران کرد، شخصی به ‌نام امین‌ الله رضایی بود که معروف‌ترین اثرات او را می‌توان در نشریات کانون نویسندگان ایران پیدا و مشاهده کرد. از امین الله رضایی به عنوان پدر نقاشی سوررئالیسم ایران یاد می‌کنند.
در زمینه ادبیات داستانی ایرانی کتاب بوف کور اثر نویسنده صادق هدایت بهترین نمونه ادبیات سورئال به زبان فارسی است.

## اصول فراواقع‌گرایی

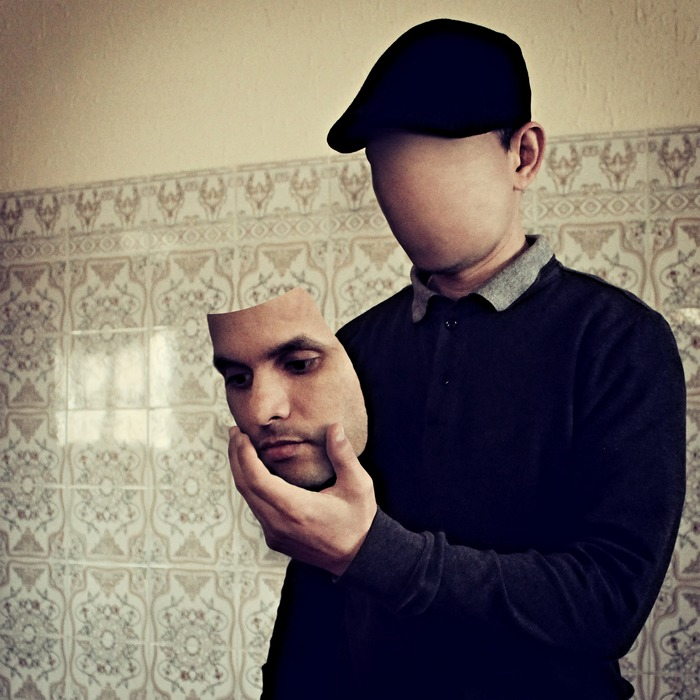
اشرف بزنانی

سوررئالیسم با جایگزینی مفهوم واقعیت برتر به جای عصیان و نفی موجود در دادائیسم شکل گرفت
«سوررئالیسم مشکل پر توقعی است که فقط عضویت دربست و پیروی کامل را می‌پذیرد»
این مسلک در حوزه‌های مختلف فلسفی رویکردهای زیر را اختیار کرده‌است:
- فلسفه علمی که همان رویکرد فروید به روانکاوی است.
- فلسفه اخلاقی که با هرگونه قرارداد مخالف است.
- فلسفه اجتماعی که می‌خواهد با ایجاد انقلاب سوررئالیستی بشریت را آزاد کند.

شعر در سوررئالیسم مرتبهٔ ویژه‌ای دارد و پیروان این مکتب کوشیده‌اند که جهان بینی خود را از طریق شعر انتقال دهند. در واقع شعر را، رکن اساس زندگی می‌دانند زیرا عقیده دارند که شعر باید و می‌تواند مشکل زندگی را حل کند.
فلسفه اجتماعی سوررئالیسم، شعار سعادت بشری را دارد و می‌خواهد آدمی را از قید تمدن سودجوی کنونی نجات بخشد، در عین اینکه بازگشت به گذشته را هم نمی‌پذیرد.
در اصل از مواد مرام نامهٔ این مکتب به خوبی می‌توان دریافت که بنیان‌گذاران این مکتب در اندیشهٔ رهایی از هر نوع اسارتند و هدف آن‌ها در وهلهٔ اوّل پاشیدن آبی بر جنگ بوده‌است.